# Samorząd terytorialny w Hiszpanii
Samorząd terytorialny w Hiszpanii – system samorządowy został wprowadzony wraz z innymi reformami demokratyzującymi ustrój Hiszpanii po 1975 roku. Przemianom systemu ustrojowego towarzyszyły demokratyczne wybory w 1997 roku i uchwalenie Konstytucji z 1978 roku. Do 1975 w Hiszpanii trwał okres dyktatury generała Francisco Franco (1939-1975). Był to czas skrajnej centralizacji państwa wynikającej z naczelnych zasad państwa frankistowskiego, tj. zasad jedności, totalizmu i hierarchiczności.

## Historia
Po upadku dyktatury frankistowskiej gwarancją utrwalenia zasad demokratycznych stała się przebudowa instytucji publicznych, gdzie główny nacisk położono na decentralizację i autonomię terytorialną. Ta organizacja władzy znacznie ograniczyła autonomię regionalną i lokalną. Katalonia, Kraj Basków i Galicja, które były najbardziej zakorzenione odrębnością lokalną, zostały pozbawione autonomii. Reżim zmierzał do eliminacji poszczególnych języków narodowych. Dziś w Hiszpanii mamy do czynienia z trójszczeblowym podziałem administracyjnym. Siedemnaście wspólnot autonomicznych podzielonych zostało na 50 prowincji, te z kolei na gminy.
W okresie demokratycznych przemian Kortezy Generalne uchwaliły nową Konstytucję z 1978 roku. Weszły w życie statuty najważniejszych wspólnot autonomicznych. Większość zasad przewodnich Konstytucji znanych jest współczesnym demokracjom. W samorządzie terytorialnym Hiszpanii dominuje prawo publiczne, a formą decentralizacji jest federalizm kooperacyjny. Relacje państwo-społeczeństwo są ograniczone. Forma polityczna organizacji jest ograniczona federalizmem. Podstawą stylu polityki jest prawny korporacjonizm.
Rozwiązaniem problemów państwa, czyli połączenie tendencji zjednoczonych z poszanowaniem różnorodności poszczególnych regionów było utworzenie nowego ustroju i organizacja administracji państwa hiszpańskiego. Próby łączenia w różnorodności zaczęły się w 1931 roku.
Konstytucja z 27 grudnia 1978 roku określa Hiszpanię jako monarchię parlamentarną o strukturze regionalnej. Żaden z regionów nie może zajmować względem innych uprzywilejowanej pozycji i korzystać z odmiennych przywilejów natury społecznej i ekonomicznej. Struktury państwowe stały na straży przestrzegania tego postanowienia.

## Podział administracyjny
Hiszpania dzieli się na 17 wspólnot autonomicznych. Integralną część Hiszpanii stanowią tzw. hiszpańskie posiadłości w Afryce Północnej. Wspólnoty autonomiczne Hiszpanii dzielą się na 50 prowincji Prowincje Hiszpanii. Prowincje dzielą się na gminy. Prowincje, czyli wspólnoty autonomiczne działają na podstawie prawa stanowionego na szczeblu regionu. Organy wspólnot autonomicznych tworzą prawo niezależnie od prawa centralnego. Prawo państwowe pełni funkcję uzupełniającą. 17 wspólnot autonomicznych, 50 prowincji, w skład których wchodzi ponad 8000 podstawowych jednostek administracyjnych, czyli gmin – tak wygląda struktura samorządu terytorialnego Hiszpanii.

## Gmina
Gmina – jest najniższą jednostką podziału terytorialnego, zwana municipio. Ustawa o podstawach administracji lokalnej z dnia 2 kwietnia 1985 roku wprowadziła jednolitą strukturę organów gminnych w całym kraju.
Organami tymi są:
- rada gminy (Ayuntamiento)
- burmistrz (Alcalde)
- zawodowi urzędnicy przyboczni jako zastępcy burmistrza

Konstytucja Hiszpanii zapewnia gminom autonomię. Posiadają one pełną osobowość prawną. Rządzenie i administrowanie nimi należy do ich odpowiednich zarządów, składających się z burmistrza i radnych.
Gminy otrzymują zadania zlecone przez państwo lub wspólnoty autonomiczne wówczas, gdy dotyczą interesów własnych gmin. Zadania te podlegają szerokiej kontroli pod względem legalności i celowości podjętych działań. W gminach najmniejszych, liczących mniej niż 100 mieszkańców, utrzymano zebrania gminne. Consejo Abierto – czyli otwarta rada składa się ze zgromadzenia obywateli gminy (asemblea vecinal) oraz z wybranego przez mieszkańców burmistrza. Gminy hiszpańskie mają możliwość zawierania związków komunalnych oraz porozumień komunalnych. Porozumienia mogą być zawierane pomiędzy różnymi szczeblami organów administracji samorządowej oraz pomiędzy organami samorządu i organami administracji rządowej.

### Nadzór nad Gminą
Środki nadzoru mieszczą się w zakresie od możliwości wydania wytycznych i poleceń administracyjnych, delegowania komisarza rządowego, po możliwość zakwestionowania aktu prawnego aż do odwołania zleconych zadań i cofnięcia kompetencji wykonawczych. Nadzór nad gminami sprawują sądy administracyjne. Kompetencje organów administracji rządowej są ograniczone. Podstawowym organem jest Sąd Administracyjny. Organy administracji rządowej ograniczają się do kontrolowania organów administracji samorządowej. W sytuacji, gdy dana uchwała narusza prawo to wnosi skargę na taką uchwałę do S.A.
S.A. może stwierdzić nieważność i uchylić taki akt administracyjny. Kryterium nadzoru co do zasady jest legalność. Dopuszcza się celowość w zadaniach zleconych przez organy administracji rządowej.

### Finanse gminy
- podatki: gruntowy, przemysłowy, od pojazdów mechanicznych
- opłaty: za korzystanie z urządzeń użyteczności publicznej
- środki pochodzące z budżetu państwa: subwencje, dotacje,
- udziały w podatkach stanowiących źródło dochodu wspólnoty autonomicznej i państwa.

### Rada Gminy
- wybierana przez mieszkańców gminy w wyborach tajnych, równych, powszechnych i bezpośrednich,
- kadencja trwa cztery lata,
- liczba radnych (uzależniona od liczby mieszkańców)- od 5 radnych w gminach do 250 mieszkańców do 25 radnych w gminach do 100 000 mieszkańców. W miastach powyżej 100 000 mieszkańców skład rady zostaje rozszerzony o jednego radnego na każde 100 000 mieszkańców  czynne i bierne prawo wyborcze przysługuje obywatelom od 18 roku życia.

- wybory tajne – głosowanie odbywa się w sposób anonimowy, bez osób trzecich
- wybory równe – każdy z głosujących posiada jeden głos i każdy głos ma jednakową moc
- wybory powszechne – w wyborach mogą wziąć udział wszyscy uprawnieni do tego obywatele
- wybory bezpośrednie – obywatele wybierają członków jakiegoś organu

### Kompetencje Rady Gminy
- udział w organizacjach ponadgminnych, korekt granic terytorialnych, tworzenia i znoszenia osad,
- planowanie przestrzenne, ustanawianie przepisów budowlanych,
- regulowanie zasad służby publicznej w gminie oraz wyboru personelu,
- uchwalanie budżetu gminnego oraz lokalnych podatków,
- kontrola organów wykonawczych,
- rozporządzanie majątkiem gminy,
- występowanie w sporach cywilnych i administracyjnych.

Konsorcjum – to forma współpracy gminy z osobami prywatnymi.
Urzędnicy przyboczni – powoływani są obligatoryjnie, pełnią funkcję zastępców burmistrza
Organy pomocnicze – gmina może być podzielona na osiedla czy dzielnice i w tych jednostkach powołuje się organy pomocnicze:
- komisje doradcze – pomagają radzie w wykonywaniu zadań, przygotowują sesje, opiniują sprawy zlecone przez organ gminy, zwłaszcza przez Radę.
- komisje stałe
- rady dzielnicowe – głównie w dużych miastach, np. Madryt, Barcelona
- rady terenowe – tzw. „gminy w gminie”, nie posiadają kompetencji władczych, zajmują się np. utrzymaniem źródeł wody pitnej, czystością ulic;
- Upełnomocniony członek Rady Gminy – radny wybrany przez burmistrza, któremu burmistrz w drodze dekretu deleguje część uprawnień swoich. Staje się on urzędnikiem etatowym i pełni funkcje burmistrza w określonym zakresie domniemanie kompetencji burmistrza, w imieniu burmistrza zarządza określoną częścią gminy, gdy nie zostały powołane organy w postaci rady i wójta.

Zgodnie z hiszpańską tradycją najwyższym „autorytetem” w gminie jest burmistrz. Pochodzi on z wyborów bezpośrednich lub z prawyborów Prawybory.

### Zadania burmistrza
- kierowanie administracją gminy,
- zwoływanie i kierowanie posiedzeń rady,
- jest kierownikiem zatrudnionych urzędników,
- jest odpowiedzialny za wykonanie budżetu,
- wykonuje uchwały rady,
- jest reprezentantem gminy.

## Prowincja
Prowincja – jest drugim szczeblem samorządu terytorialnego w Hiszpanii. Zgodnie z odpowiednimi zapisami konstytucji (art. 141) prowincja posiada status korporacji lokalnej z osobowością prawną. Jest określona jako zrzeszenie gmin oraz jako okręg administracyjny dla realizacji zadań państwowych.
Organizacja prowincji jest porównywalna z organizacją gmin. Władza samorządowa należy do rady prowincji, wybieranej przez rady gmin. W radzie tej zasiada około 2/3 przedstawicieli gmin, którzy reprezentują większość wyborczą w każdej prowincji. Oprócz rady prowincji wybierany jest prezydent prowincji, zastępcy oraz rada administracyjna. Przedstawicielem rządu centralnego w prowincji jest gubernator. Jego kompetencje dotyczą głównie utrzymywania porządku i bezpieczeństwa wewnętrznego, czyli policji.

## Wspólnoty autonomiczne
Wspólnoty autonomiczne – powstały w odpowiedzi na wyłaniające się różnice kulturowe, historyczne i gospodarcze poszczególnych części kraju. Na podstawie Konstytucji w wykonaniu prawa do autonomii graniczące ze sobą prowincje o wspólnych cechach historycznych, kulturalnych i gospodarczych, a także terytoria wyspiarskie oraz prowincje stanowiące regionalną jedność historyczną, mogą przystąpić do samorządu i ukonstytuować się we wspólnoty autonomiczne.
W wyniku procesu regionalizacji w latach osiemdziesiątych w Hiszpanii obok gmin i prowincji powstał trzeci szczebel samorządu terytorialnego. Szczeblem tym są regiony obdarzone autonomią. Prawo do autonomii poszczególnych regionów zostało zagwarantowane w konstytucji z 1978 r. „Konstytucja opiera się na nierozerwalnej jedności narodu hiszpańskiego, wspólnej i niepodzielnej ojczyzny wszystkich Hiszpanów, uznaje i zapewnia prawo do autonomii stanowiących go narodowości i regionów oraz solidarności pomiędzy nimi wszystkimi”. Art. 143 określa z kolei zasady wszczynania procesu oddolnej inicjatywy dla wyodrębnienia regionu ze struktury państwa. „Inicjatywa należy do delegacji prowincji i do dwóch trzecich rad miejskich, których ludność musi reprezentować absolutną większość elektoratu każdej wyspy lub prowincji”.
Utworzenie wspólnoty autonomicznej wymaga uchwalenia przez parlament hiszpański tzw. ustawy organicznej. Określa ona statut wspólnoty autonomicznej, który zawiera m.in. jej nazwę, zakres terytorium, określenie organizacji, siedziby, określenie kompetencji władz.
Regiony są korporacjami terenowymi, które oprócz szerokiego władztwa organizacyjnego i administracyjnego wyposażone są we własne uprawnienia legislacyjne. Organem stanowiącym dla wspólnoty autonomicznej jest zgromadzenie ustawodawcze. Jest ono wybierane w głosowaniu powszechnym na czteroletnią kadencję. Organem wykonawczym jest rada rządowa, składająca się z przewodniczącego i radnych.
Zgromadzenie Ustawodawcze uchwala ustawy, w tym ustanawia podatki, uchwala budżet wspólnoty, kontroluje jej organy wykonawcze, wszczyna procedurę nowelizacji statutu. Dodatkowo do jego kompetencji należą także sprawy o znaczeniu ogólnopaństwowym: mianuje senatorów reprezentujących region w izbie niższej Kortezów, posiada inicjatywę ustawodawczą w zakresie reform konstytucyjnych i legislacji ogólnopaństwowej, ma możliwość składania apelacji od orzeczeń konstytucyjnych.
Rada Rządowa posiada prawo inicjatywy ustawodawczej, planuje politykę regionalną, sprawuje nadzór nad policją, odpowiada za opracowanie i realizację budżetu wspólnoty. Jej przewodniczący reprezentuje wspólnotę wobec państwa.
Wspólnoty autonomiczne mogą przejąć kompetencje w kwestiach takich jak:
- organizacja ich instytucji samorządowych,
- zmiana granic municypiów wchodzących w skład ich terytoriów,
- planowanie przestrzenne,
- urbanistyka,
- sprawy mieszkaniowe,
- roboty publiczne,
- koleje żelazne i drogi
- wspólnoty mogą po upływie pięciu lat, poprzez zmianę swych statutów stopniowo rozszerzać swoje kompetencje o wszystkie sprawy, które w sposób wyraźny nie są zastrzeżone dla państwa

Na środki finansowe wspólnot autonomicznych składają się:
- dotacje z budżetu państwa,
- własne podatki i opłaty,
- środki pochodzące z wyrównawczego funduszu między terytorialnego powstałego w celu łagodzenia różnic gospodarczych między wspólnotami.

## Finanse samorządowe
Konstytucja hiszpańska stanowi, że budżety gmin oraz prowincji powinny dysponować takimi środkami, które pozwoliłyby na realizację przydzielonych im zadań oraz by finansowałyby się z własnych podatków, a także z udziału w podatkach państwowych i wspólnot autonomicznych. Podstawowym aktem prawnym określającym zasady finansowania jednostek samorządu terytorialnego jest wydana w 1988 r. ustawa państwowym komunalnym prawie budżetowym.

### Podstawowe dochody gminy
Podstawowe dochody gminy w powyższej ustawie składają się z:
- udziału w podatkach państwowych;
- udziału w podatkach wspólnot autonomicznych.
- W ramach konstytucji i ustaw gminy oraz wspólnoty autonomiczne posiadają prawo pobierania własnych podatków.

### Podatki gminne
Trzy rodzaje bezpośrednich podatków gminnych:
- podatek gruntowy
- podatek przemysłowy
- podatek od pojazdów mechanicznych

Podatkami fakultatywnymi są:
- podatki na lokalne przedsięwzięcia budowlane
- podatek z tytułu wzrostu wartości nieruchomości w obszarze centralnym miejscowości

## Języki oficjalne w jednostkach samorządu terytorialnego w Hiszpanii
Język hiszpański jest jednym z oficjalnych (urzędowych) języków różnych organizacji m.in.: ONZ, Unii Europejskiej, UNESCO czy Unia Afrykańska.
Językiem urzędowym w Hiszpanii jest castellano (kastylijski). W jakimkolwiek urzędzie w Hiszpanii można się porozumieć właśnie w języku castellano (w polskim znaczeniu – hiszpańskim). Castellano jest językiem oficjalnym państwa hiszpańskiego. Wszyscy Hiszpanie maja obowiązek go poznać i prawo do jego używania. Jednak Konstytucja wymienia również trzy języki współoficjalne: galicyjski, baskijski i kataloński.
Język galicyjski (Galicja) – język z grupy romańskiej języków indoeuropejskich, którym posługuje się ok. 3,2 mln mieszkańców hiszpańskiej Galicji (język urzędowy wraz z kastylijskim (hiszpańskim) oraz sąsiednie prowincje Asturia, León i Zamora).
Język baskijski (Kraj Basków)- język Basków, zamieszkujących kilka prowincji na pograniczu Hiszpanii i Francji. Posługuje się nim dzisiaj ponad milion osób, z których ok. 90% mieszka w Hiszpanii.
Język kataloński (Katalonia) – język romański z grupy zachodniej, mający status języka urzędowego w Andorze i hiszpańskich wspólnotach autonomicznych: Katalonii, Balearach i Walencji. Jest zrozumiały dla 9 milionów ludzi, z których większość zamieszkuje wymienione regiony Hiszpanii.
Kataloński ma status języka urzędowego w Andorze, oraz razem z językiem hiszpańskim, w niektórych regionach Hiszpanii: Katalonii, Walencji i na Balearach. Ciekawy jest przypadek, w którym zasięg języka katalońskiego przypisywany jest też do Walencji.
Regiony autonomiczne, które są „urzędowo i oficjalnie” dwujęzyczne to:
- kataloński w Katalonii, Walencji i na Balearach (hiszpański + kataloński)
- baskijski w Kraju Basków i Nawarze (hiszpański + baskijski) 92
- galicyjski w Galicji (hiszpański +galicyjski)

Regiony autonomiczne, gdzie językiem oficjalnym jest hiszpański, ale używa się równolegle inne języki lokalne:
- Asturia (hiszpański +asturyjski)
- Aragonia (hiszpański +aragoński)